# Heckenschütze

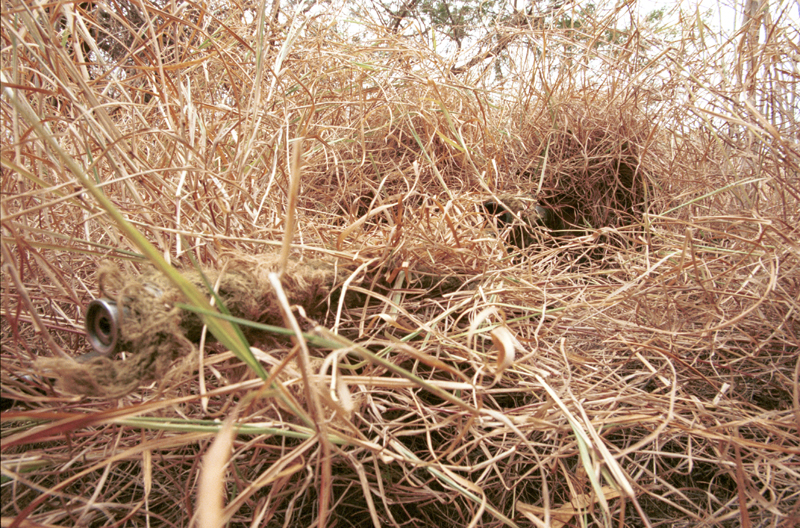
Getarnter Heckenschütze der US-Streitkräfte

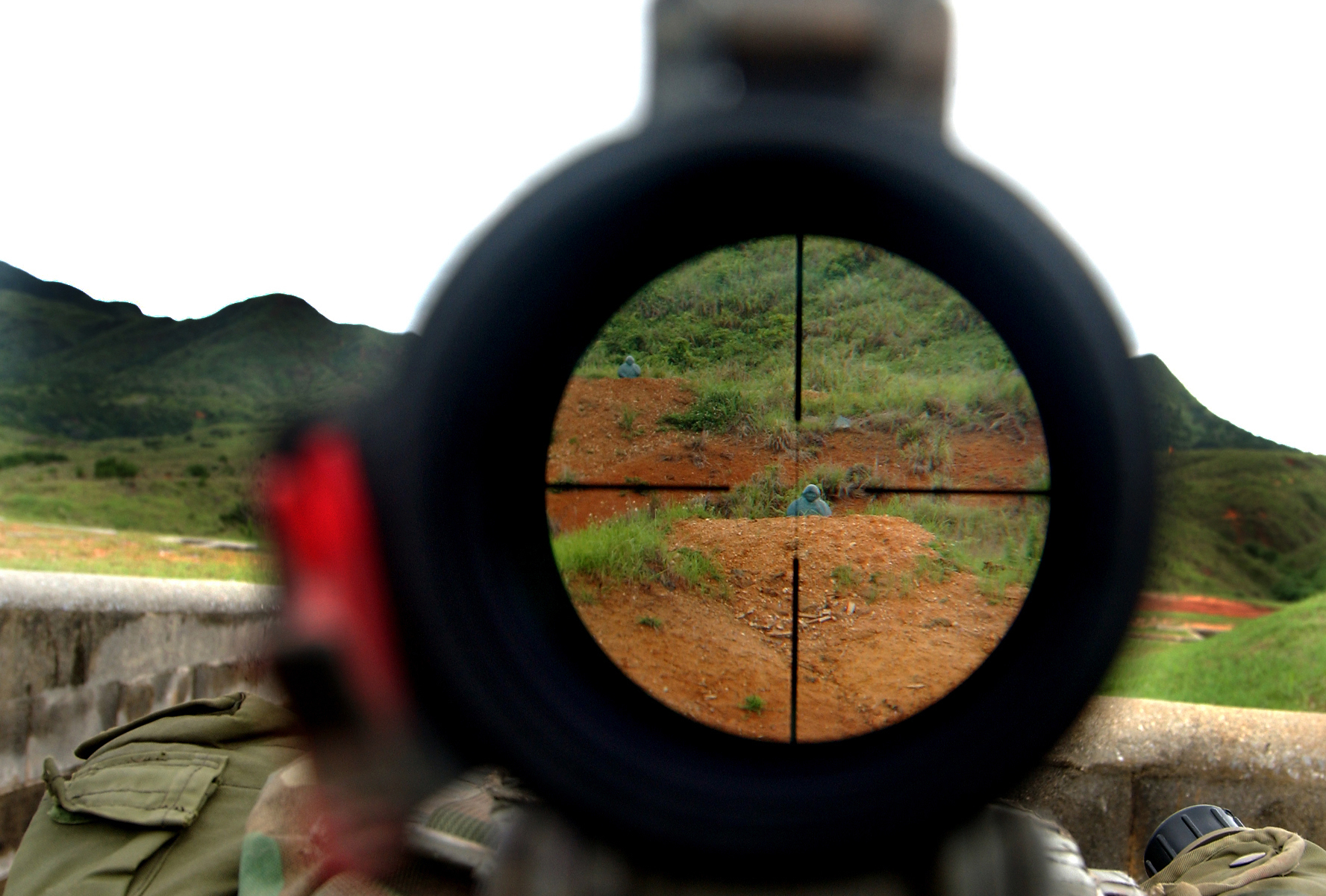
Blick durch ein Zielfernrohr

Ein Heckenschütze ist eine Person, die aus dem Hinterhalt auf Menschen und andere Ziele schießt, entweder als Kämpfer in einem Krieg oder Bürgerkrieg oder in krimineller Absicht. Ursprünglich bezeichnete der Begriff irreguläre Truppen wie z. B. die französischen Franctireurs. Die deutsche Propaganda nutzte ihn insbesondere im Zweiten Weltkrieg, um den Feind zu dämonisieren und so den Vernichtungskrieg gegen den „jüdischen Bolschewismus“ und damit gegen die Juden zu legitimieren.

## Etymologie und Begriffsgeschichte
Das Wort ist im Deutschen erstmals um die Mitte des 18. Jahrhunderts belegt, und zwar als Ersatzwort für das französische franc-tireur, das meist mit „Freischärler“ oder „Freischütz“ übersetzt wird. Ursprünglich war ein Heckenschütze eine Person, die auf eigene Faust als Partisan hinter der Frontlinie im feindlichen Bereich kämpfte. Agieren aus verdeckten Stellungen wie zum Beispiel Hecken heraus war für deren Kampfweise nicht zwingend, denn unter dem Wortbestandteil Hecke war eben nicht die Hecke zu verstehen, hinter der sich der Schütze versteckte. Vielmehr wird mit Hecken- seit dem 16. Jahrhundert in einigen Komposita ein illegales oder heimliches Tun bezeichnet, beispielsweise Heckenarzt für einen Arzt ohne Lizenz oder Heckenjäger für einen Jäger, der außerhalb der Jagdsaison unerlaubt auf die Pirsch geht.
Dem preußisch-deutschen Militär war im Deutsch-Französischen Krieg von 1870/71 das Konzept von Truppen, die sich Invasoren aus Patriotismus entgegenstellten und zu diesem Zweck selbst organisierten und bewaffneten, reichlich wesensfremd, so dass es den französischen francs-tireurs mit tiefer Abneigung gegenüberstand. Obwohl in den Befreiungskriegen mit den Freikorps selbst solche Truppen aufgestellt worden waren, bezeichnet man diese Gegner nicht mit dem wertneutralen Begriff „Freischärler“, sondern pejorativ als „Heckenschützen“, um damit die Nichtanerkennung als Kombattanten propagandistisch zu unterstützen. Sie wurden daher im Gefecht oft entweder niedergemacht oder im Falle der Gefangennahme standrechtlich erschossen. Obwohl der Kombattantenstatus ab 1907 in der Haager Landkriegsordnung festgeschrieben war, behielt man die Bezeichnung auch im Ersten Weltkrieg bei, wenngleich das Völkerrecht nun einen gewissen Schutz vor willkürlicher Erschießung bot. Im Zweiten Weltkrieg verwendete die NS-Propaganda den Begriff auch an der Ostfront im Deutsch-Sowjetischen Krieg. So ordnete der Reichsminister für Volksaufklärung und Propaganda Joseph Goebbels im Februar 1942 wenige Monate nach dem Überfall auf die Sowjetunion an, dass der Begriff „Partisan“ durch „Bandit“ oder „Heckenschütze“ zu ersetzen sei, „um nicht den Schein des Heldentums zu erwecken“. Schon beim Überfall auf Polen hatte er zahlreiche Falschmeldungen über angebliche „jüdische Heckenschützen“ in die Welt setzen lassen. Die NS-Propaganda verknüpfte bereits in der Frühphase der Operation Barbarossa gezielt das Feindbild vom als „Heckenschützen“ bezeichneten Partisanen mit dem des Juden, um eine Vergeltungslogik in Gang zu setzen, an deren Ende die Beteiligung der Wehrmacht am nationalsozialistischen Judenmord stand, so zum Beispiel beim Massaker von Lemberg. Das Stereotyp vom „jüdischen Heckenschützen“ wirkte sogar weit über das Kriegsende hinaus: Der deutsch-jüdische SPD-Politiker Max Ingberg, der während der deutschen Besetzung Belgiens dort im Widerstand aktiv war, wurde nach seiner Rückkehr nach Deutschland 1951 mit Sprüchen wie „Der dreckige Jude, in Belgien war er Heckenschütze“ angefeindet. Noch 1991 schrieb der National-Zeitungs-Ableger Deutsche Wochenzeitung in einer „Die SED und die Juden“ betitelten vierteiligen Serie über einen jüdischen Antifaschisten, dass dieser „im Zweiten Weltkrieg Heckenschützen gegen die deutsche Wehrmacht trainiert“ habe, bevor er „in der DDR tatkräftig an der Bolschewisierung“ mitgewirkt habe. Für die extreme Rechte synthetisiert sich so in der Figur des „jüdischen Kommunisten“ die „Symbolfigur des antideutschen Lagers“. Im Kontext des antisemitischen Genozids ist der Begriff „Heckenschütze“ so vorbelastet, dass ihn zum Beispiel Wolfgang Curilla in seiner Monografie „Der Judenmord in Polen und die deutsche Ordnungspolizei 1939–1945“ nur in Anführungszeichen verwendete.
Besonderes Augenmerk legt die NS-Propaganda auch darauf, den britischen Premierminister Winston Churchill persönlich mit dem Begriff „Heckenschütze“ zu diffamieren: So bezeichnete der NS-Propagandist Karl Anton Rose ihn in seiner Pseudobiografie Das ist Churchill von 1939 als Heckenschütze, da der junge Reserveoffizier Churchill im Zweiten Burenkrieg als Zivilist in ein Gefecht geriet und dabei von der Waffe Gebrauch machte. Weite Verbreitung fand ein Plakat, das ein Foto Churchills mit einer Thompson-Maschinenpistole zeigt. Die NS-Propaganda manipulierte das Bild dadurch, dass sie Churchills Kopf leicht schräg stellte, um ihn bedrohlicher wirken zu lassen, postierte ihn so, als ob er hinter einer Hausecke lauern würde, und fügte in Großbuchstaben den Schriftzug „HECKENSCHÜTZEN“ hinzu. Auch der Karikaturist Emil Kneiß stellte Churchill in dieser Pose als angeblichen Heckenschützen dar. Das von den Nationalsozialisten selbst generierte Feindbild vom „Heckenschützen“ wirkte so stark, dass 1941 schließlich Adolf Hitler selbst verfügte, dass Friedrich Schillers bis dahin vom Führer durchaus geschätztes Drama Wilhelm Tell mit Aufführungsverbot belegt und aus der Schullektüre verbannt wurde, wobei er den eidgenössischen Nationalhelden explizit als „Schweizer Heckenschützen“ titulierte.

## Abgrenzung zu ähnlichen Begriffen
Als Scharfschützen werden Soldaten bezeichnet, die durch selektiven, gezielten Schusswaffeneinsatz ihren Gefechtsauftrag ausführen. Polizeiliche Scharfschützen werden genauer als Präzisionsschützen bezeichnet. Ein Heckenschütze ist hingegen nicht zwangsläufig auch ein Scharfschütze. Auch Personen, die nicht mit Präzisionswaffen ausgestattet sind, werden als Heckenschützen bezeichnet, wenn sie aus einer verdeckten, schwer ortbaren Stellung heraus feuern.
Der Heckenschütze hat nichts mit dem Heckschützen gemein, der vom Heck eines Kampfflugzeugs aus feuert.

## Rechtliche Aspekte
In Kriegszeiten ist der Einsatz von Scharfschützen gegen militärische Ziele grundsätzlich zulässig. Auch das Legen eines Hinterhaltes ist an sich keine Perfidie im Sinne des Kriegsvölkerrechts. Unterschiedsloser oder vorsätzlicher Beschuss von Zivilisten hingegen stellt ein Kriegsverbrechen dar. Bei der Belagerung von Sarajevo agierten z. B. insbesondere auf bosnisch-serbischer Seite zahlreiche Heckenschützen. Sie postierten sich in hohen Gebäuden oder auf Bergen und schossen willkürlich und wahllos auf Fahrzeuge und Personen. Sie töteten dabei vom 10. September 1992 bis zum 10. August 1994 406 Soldaten und 253 Zivilisten, dabei über 60 Kinder. Mehrere tausend Menschen wurden verletzt. Die betroffene Straße wurde deshalb häufig „Sniper Alley“ (bosnisch: Snajperska aleja) genannt.
Heckenschützen im ursprünglichen Sinne von „Freischärler“, „Partisan“ oder „Franc-tireur“ agierten völkerrechtlich in einer Grauzone. Die Haager Landkriegsordnung von 1907 hat in Anlehnung an die Francs-tireurs einen Kompromiss gefunden: Als Bedingung dafür, dass der improvisierte Krieger mit improvisierter Uniform als Kombattant anerkannt wird, verlangt sie verantwortliche Vorgesetzte, ein weithin sichtbares Abzeichen und offenes Tragen der Waffen.

## Kriminelle und terroristische Heckenschützen (Beispiele)

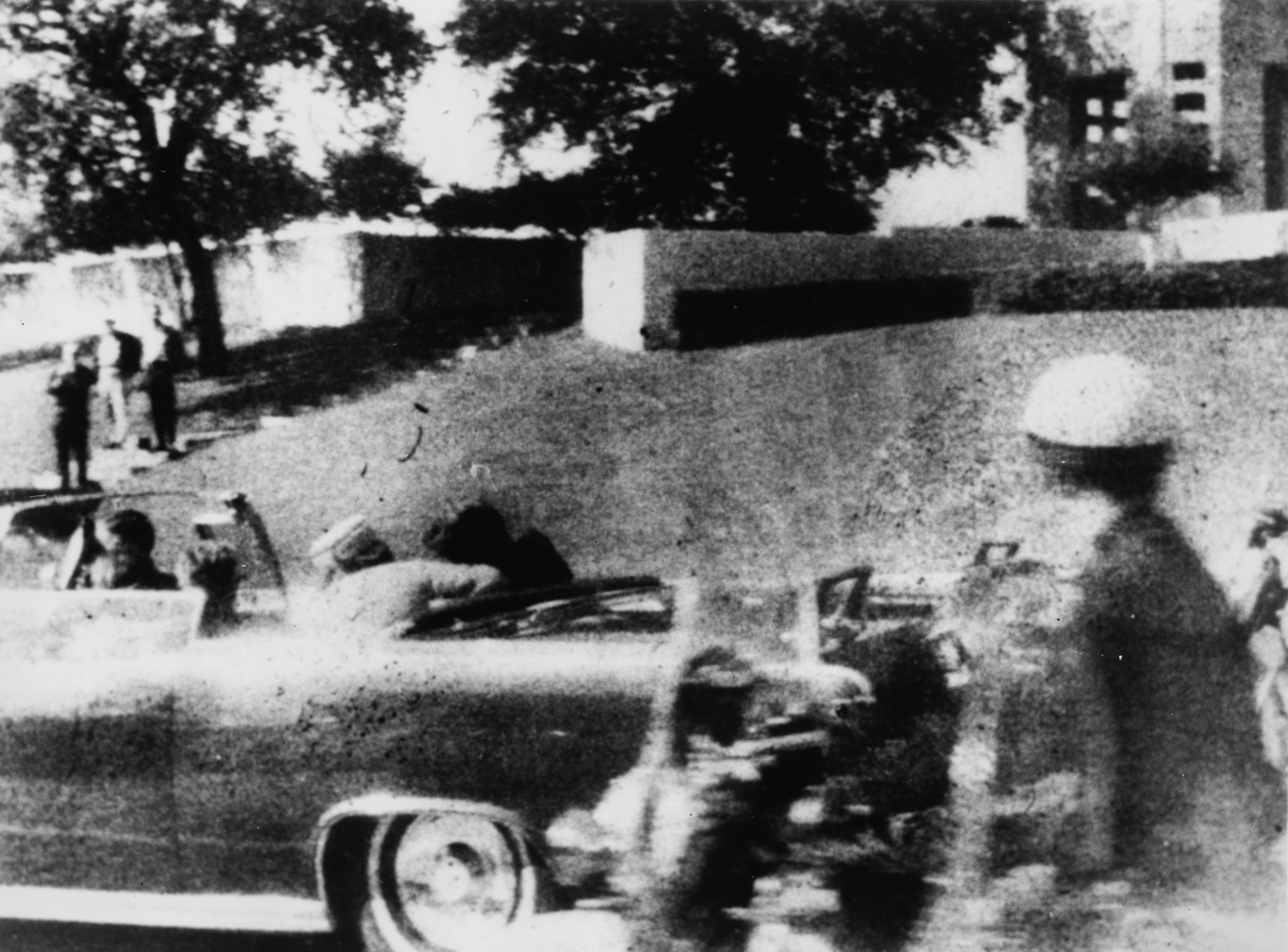
Tatort des Kennedy-Attentats
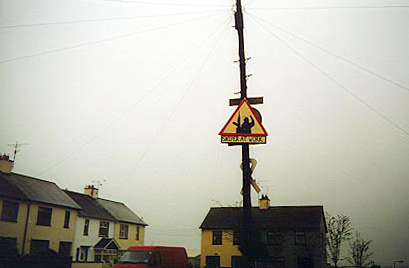
Sniper at Work-Schild während des Nordirlandkonfliktes

1966 verschanzte sich Charles Joseph Whitman nach einem Amoklauf auf der Aussichtsplattform eines Turmes auf dem Campus der University of Texas at Austin und erschoss mehrere Menschen aus bis zu 400 m Entfernung.
Im Sommer des Jahres 2002 erschossen John Allen Muhammad und der Jugendliche Lee Boyd Malvo in der Nähe von Washington, D.C. gemeinsam mehrere Menschen aus dem Hinterhalt und verletzten einige weitere schwer (siehe Beltway Sniper Attacks). Vor ihrer Enttarnung wurden sie von den Medien unbekannterweise als Beltway Sniper, Washington D.C. Sniper oder Tarot Card Sniper bezeichnet.
Weitere bekannte Heckenschützen:
- Lee Harvey Oswald (1939–1963), gilt als Mörder von John F. Kennedy
- Brenda Ann Spencer (* 1962), bekannt ist vor allem ihr Kommentar I don’t like Mondays

Opfer von Heckenschützen-Attentaten waren unter anderem:
- John F. Kennedy, US-amerikanischer Präsident, † 22. November 1963
- Martin Luther King, US-amerikanischer Bürgerrechtler, † 4. April 1968
- Zoran Đinđić, serbischer Ministerpräsident, † 12. März 2003
- Khattiya Sawasdipol, thailändischer Militär, † 17. Mai 2010

Während des Nordirlandkonflikts operierten die South Armagh Snipers im irischen Grenzgebiet und erschossen neun Sicherheitskräfte mit zum Teil großkalibrigen Scharfschützengewehren.